# 壺屋焼

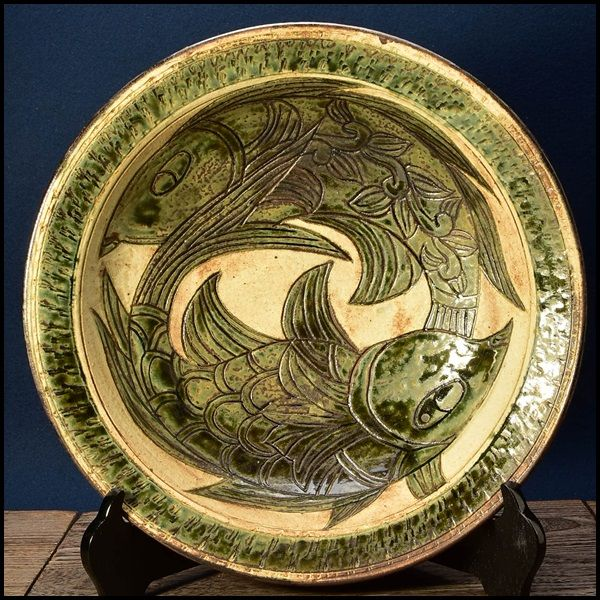
金城次郎 魚紋大皿

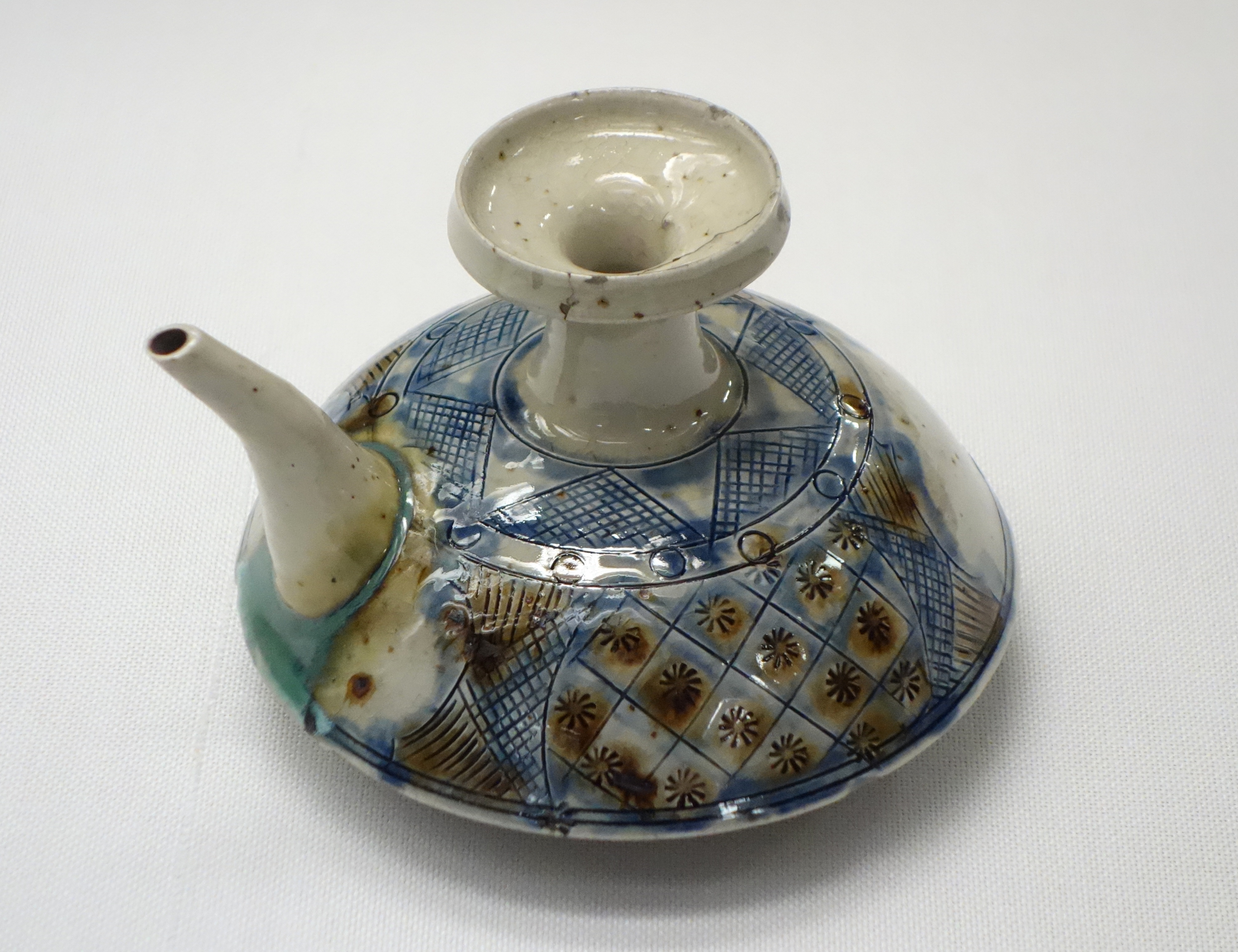
壺屋焼（19世紀、琉球王朝時代）

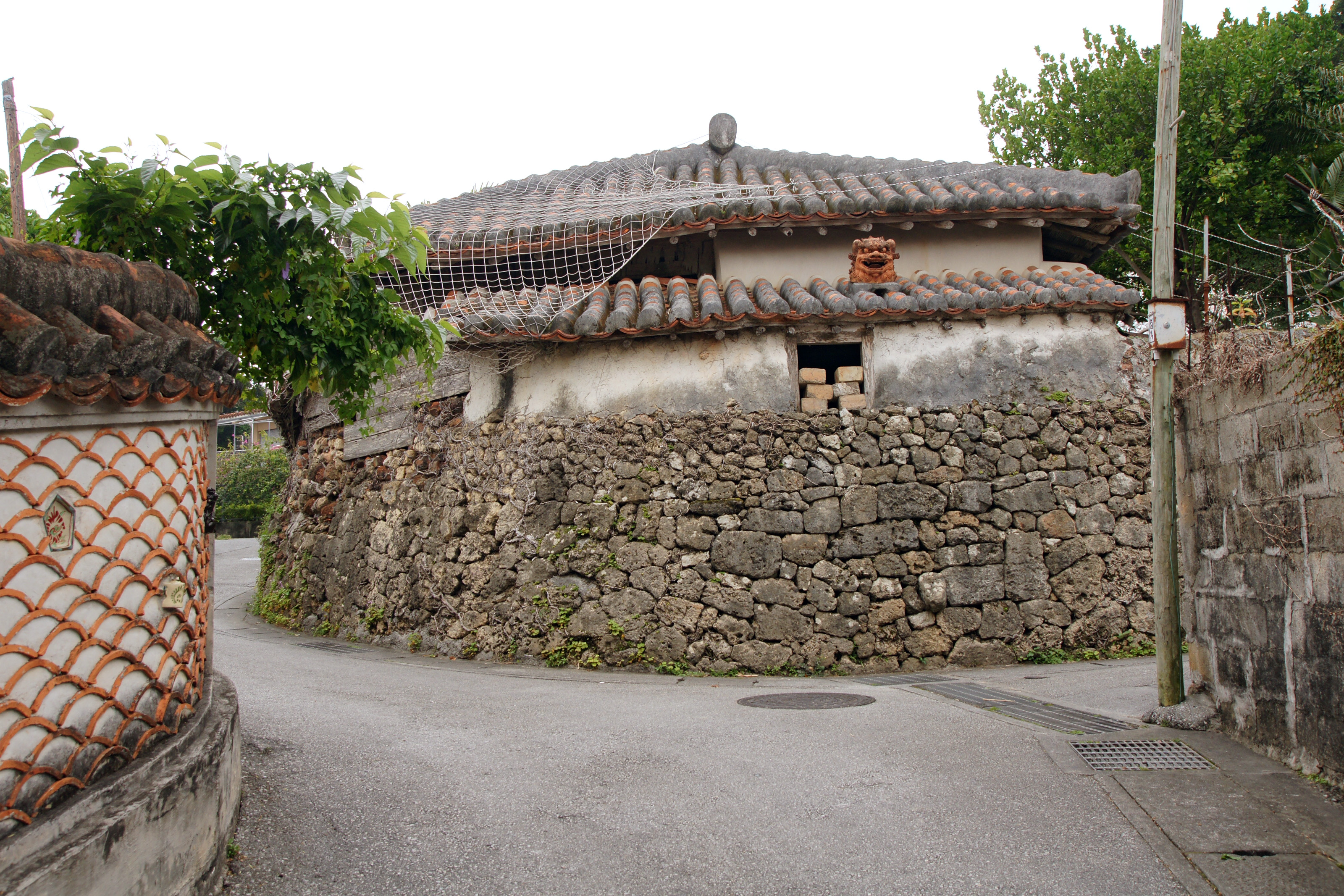
窯元の一つ新垣家住宅（重要文化財）は琉球国時代の建造で、1974年まで使用された。

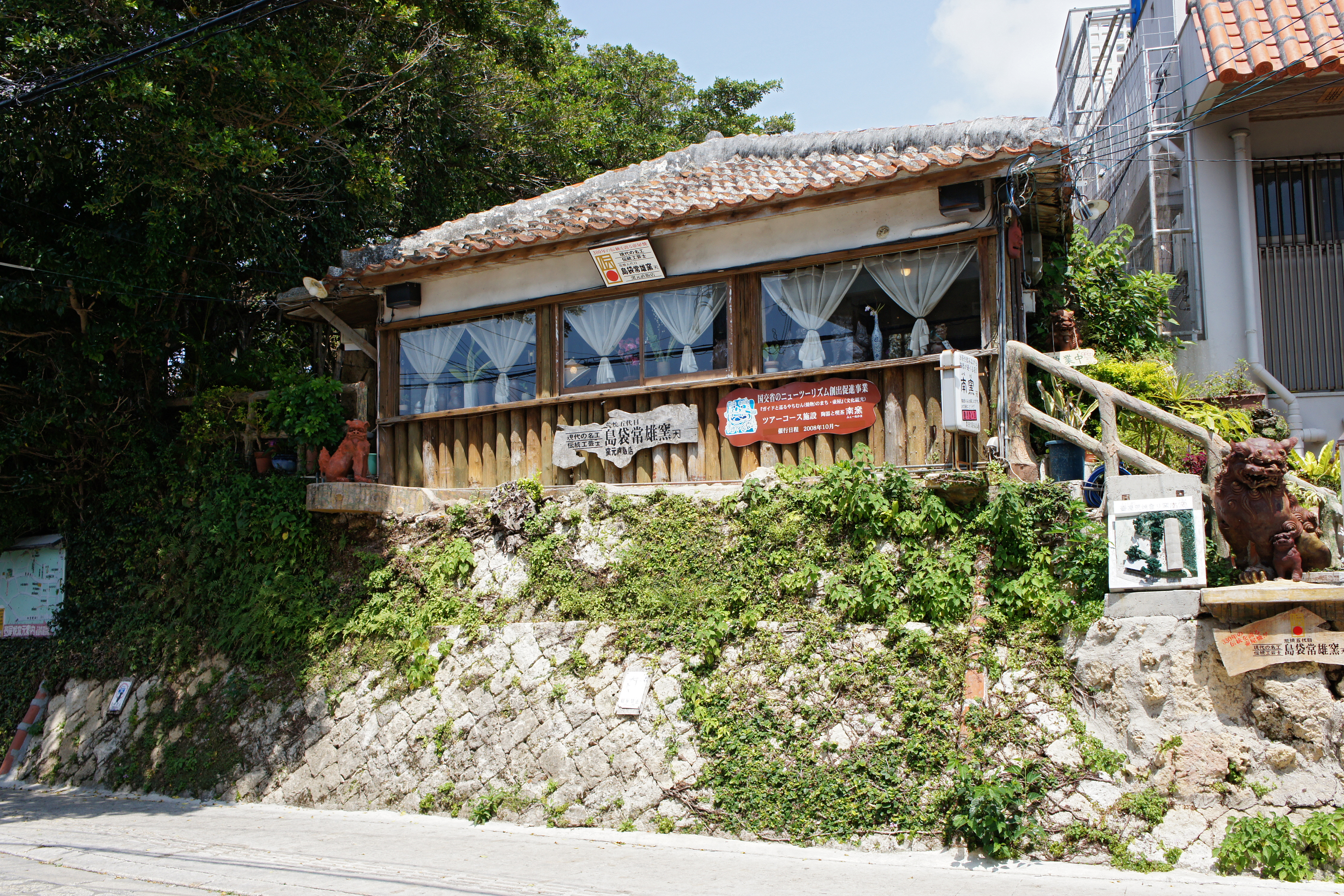
壺屋やちむん通りにある南窯

壺屋焼（つぼややき）は沖縄県那覇市壺屋地区及び読谷村その他で焼かれる沖縄を代表する陶器の名称。登り窯を中心に灯油窯やガス窯なども用いながら伝統の技術と技法を受け継いでいる。

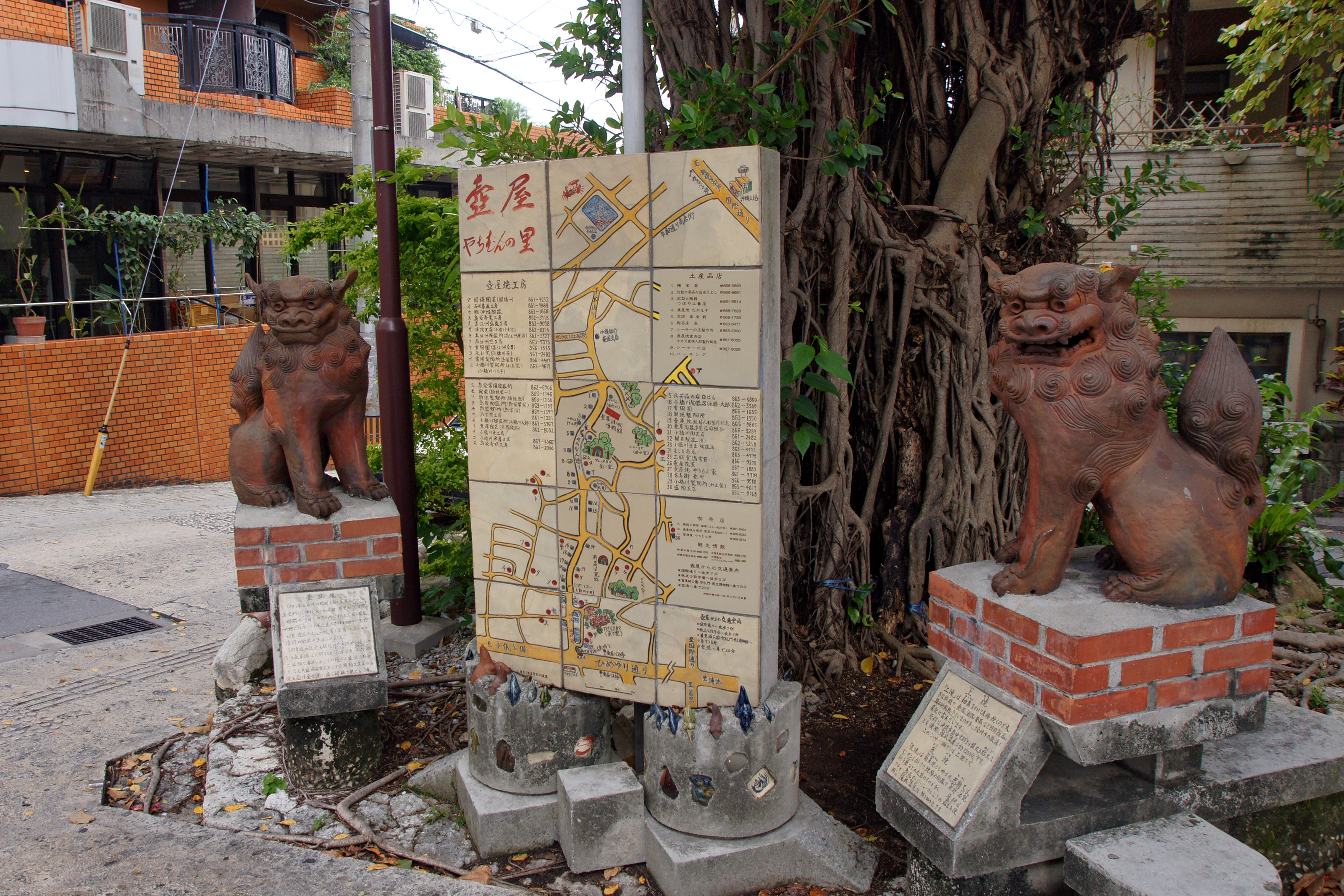
壺屋やちむん通り

## 背景

### 古琉球時代
琉球の焼き物の歴史は、先史時代の土器の出土例などが知られているが、本格化するのは高麗瓦が出現する12、3世紀以降である。浦添城などから、「癸酉年高麗瓦匠造」の銘のある高麗瓦が出土しているが、この「癸酉（みずのととり）」は1153年か1273年かのいずれかを指すという説が有力である（他にも説がある）。ただし、この高麗瓦が沖縄で焼かれたのか朝鮮半島で焼かれたのかはまだ明らかでない。
近年では浦添ようどれ(王族の墓所)の発掘現場から、高麗系瓦の窯跡らしきものが発見されたとの報道がなされた。時期は14世紀後半から15世紀前半と見られ、これが事実なら当時から琉球では独自に高麗系瓦を造られていたことになる。16世紀には、中国からの帰化人で、琉球最初の瓦工ともいわれる渡嘉敷三良( ? - 1604年、阮氏照喜納家の祖）の活躍が知られている。
また、『球陽』には、尚永王時代（在位1573年 - 1589年）の万暦年間（すなわち、1573年から1589年の間）に、唐名・汪永沢、小橋川親雲上孝韶（汪氏宇良家元祖）が初代瓦奉行に任命され、「陶瓦並ニ焼瓷等ノ項ヲ総管ス」という記述がある。焼瓷（やきがめ）とは今日の荒焼（あらやき、方言でアラヤチ）による甕（かめ）のことと考えられ、当時首里王府によって屋根瓦並びに荒焼が生産・管理されていたようである。
荒焼の起源は不明な点も多いが、別名「南蛮焼」「琉球南蛮焼」と呼ばれるように、一般には14世紀後半以降、中国との進貢貿易が始まり次第に東南アジア方面との交易も活発になる中で、進貢貿易の見返り品を求めて、南方より酒甕や壺、碗類が琉球に大量にもたらされるようになり、そのとき同時に荒焼のもととなる製法も伝来したのではないかと考えられている。
また、12世紀以降、中国の焼き物や徳之島のカムイ焼が輸入されるようになり、それらがグスク跡等から発掘され、沖縄で広く使われていたことが明らかになっている。ただしカムイ焼の窯跡のようなものは見つかっていない。

### 近世琉球
1609年、琉球国は薩摩島津藩の支配下に入る。1616年、尚寧王は世子尚豊を通して、朝鮮陶工、一六（いちろく、? - 1638年。唐名・張献功、仲地麗伸。張氏崎間家元祖）、一官（いっかん）、三官（さんかん）の3名を薩摩より招聘して、湧田（現・那覇市泉崎付近）で陶器を作らせた。これが湧田焼の始まりである。
また読谷村喜名でも、今日「喜名焼」と呼ばれる古窯があり、1670年頃、荒焼を主体とした陶器が盛んに生産されていた。康煕9年（1670年）の銘の入った喜名焼の厨子甕が発掘されている。喜名焼では水甕、酒甕といった大型のものから油壺までいろいろな陶器が作られていた。一説には南蛮焼はここから始まったという。他に知花窯（現・沖縄市知花）や宝口窯（現・那覇市首里）といった古窯も知られている。
1670年には、平田典通を清に派遣して赤絵を学ばせるなど、現在の中国方面からの技術導入も行われた。

## 壺屋の創設
1682年、尚貞王の時代に、湧田窯、知花窯、宝口窯の三カ所の窯を牧志村の南（現・壺屋）に統合して、新しい窯場が誕生した。これが現在の壺屋（つぼや、琉球方言でチブヤ）焼の草創である。その後、壺屋焼は琉球随一の窯場となり、その製品は国内消費や交易に利用された。
また、琉球使節の「江戸上り」の際、将軍や幕府首脳への献上品である泡盛を入れる容器としても用いられた。江戸時代に大名の江戸屋敷が密集していた汐留遺跡の発掘の際に、伊達氏の屋敷跡と推定される地区から壺屋焼の徳利が出土している。また、幕末の風俗を記した『守貞謾稿』にも江戸や京都・大坂で荒焼徳利に入った泡盛が市中で売られていたことが記されており、それを裏付けるように各地の近世遺跡で壺屋焼が出土している。ただし、研究者の間でも「壺屋焼」の存在自体が知られておらず、「備前焼」「南蛮焼」として博物館などに展示されている例があるとの指摘（小田静雄）もある。

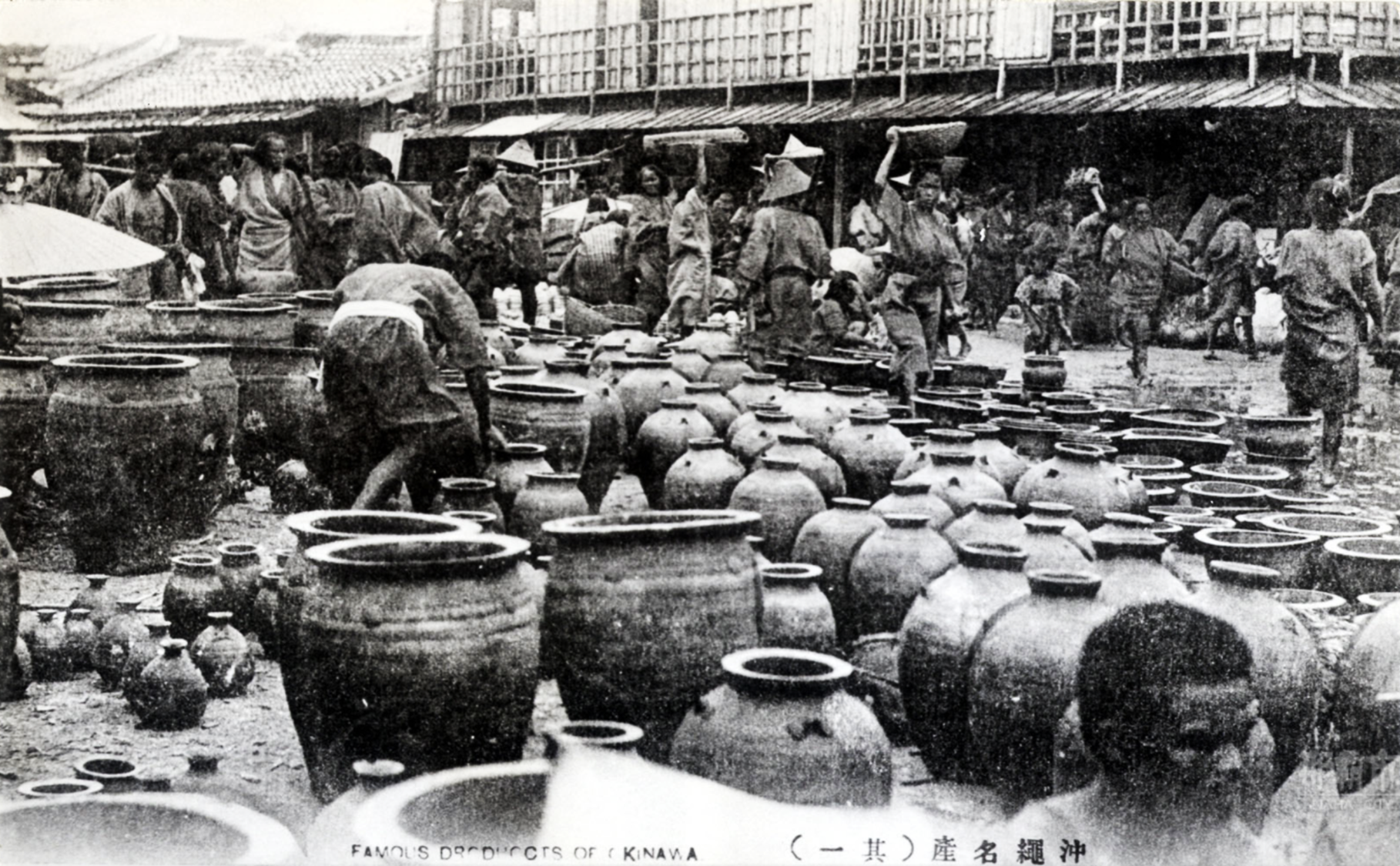
東市でうられる壺屋 (戦前)

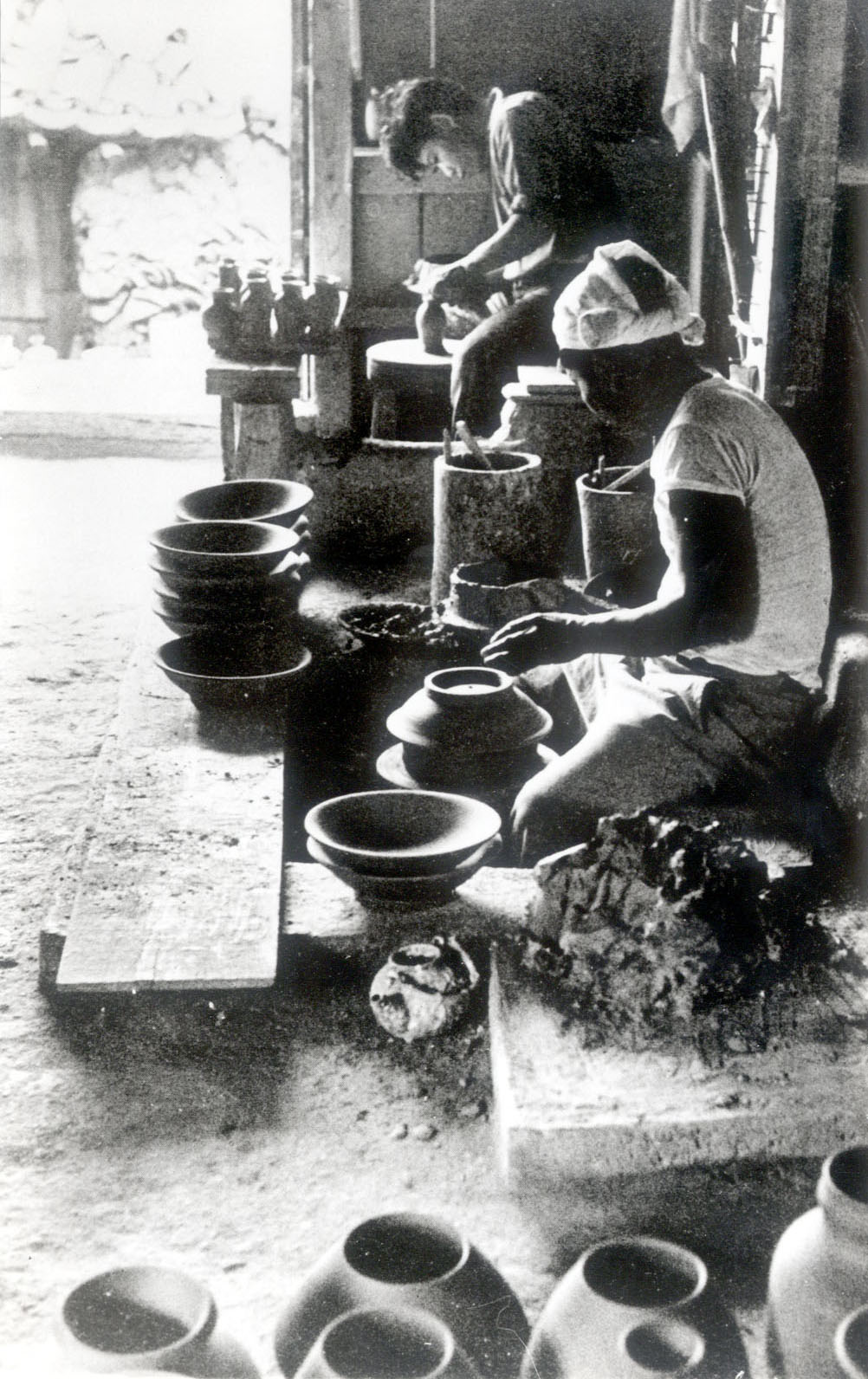
壺屋の代表的な「仁王窯」の小橋川仁王 (1877-1954) と永昌 (1909-78)。1944年10月10日の空襲後の撮影と思われる。(朝日新聞社所蔵)

## 明治以降の壺屋焼
明治から大正に掛けて壺屋焼は低迷期を迎える。琉球王府の廃止を含む幕藩体制の解消で流通の制限が無くなり、有田などから安価な焼き物が大量に流入してきた。
再生の転機は、大正の終わり頃から柳宗悦によって起こされた民藝運動に陶工達が触発されてからである。柳は、沖縄での作陶経験のある濱田庄司らとともに1938年初めて沖縄を訪問し、1940年までに4回来島した。金城次郎や新垣栄三郎ら陶工に直接指導や助言を行い、また壺屋焼を東京や京阪神などで広く紹介したため、生産も上向きになった。
今日、壺屋焼があるのはこの民藝運動によるところが大きい。彼らは日本国内で生産される日用雑器の「用の美」と呼ばれる実用性と芸術性に光を照らした。そして壺屋焼を、本土にない鮮やかな彩色が目を惹き、庶民の日用品でこれほどまでに装飾性を兼ね揃えたものは珍しいと評価している。

## 戦後の壺屋焼

### 壺屋の入域
戦後の那覇の解放と復興は、壺屋から始まった。
1945年、沖縄戦で、特に旧那覇市は米軍の圧倒的な攻撃にさらされ灰燼に帰したが、郊外の壺屋地区は比較的被害を逃れた。戦後も那覇は米軍の補給基地として占領状態にあったため、住民は立ち入りが禁じられ、住民は北部の民間人収容所に収容されていた。収容所を転々と移送され、鍋や皿すら事欠く生活で、米軍配給の空き缶を使う生活だったが、沖縄諮詢会商工部長の安谷屋正量が、米軍政府将校隊長のヘンリー・H・ ローレンスに働きかけ、壺屋は「このように、業者さえ移住すれば直ぐ生産出来る状態にあるのだから、一日も早く陶器業者が移住できるように取計ってもらいたい｣と懇願した。
当初、軍政府は住民が那覇に入ることを拒み、石川収容所（現うるま市）での製造を奨めた。それに対して石川では窯の構築に半年から１年かかる、壺屋では１か月で作れると約束。また野嵩収容所から軍の車両で通勤なら差し支えないという軍に、やちむん (やきもの) は焼きあがるまで徹夜しなければならないことを主張。区域から「越境」しないと保証出来るなら、移住させてもよいという許可を取り付けた。
1945年11月14日、各収容所から壺屋出身の職人や建築作業班が集められ、これら140名の先遣隊がまず壺屋に入域した。建築作業班には大城鎌吉一派 (大城組)が家屋や窯の修理を担当した。陶工の中には、城間康昌、小橋川仁王や小橋川永昌、のちに人間国宝となる金城次郎がいた。その年の12月、最初のやきものが焼かれた。また一か月で壺屋の人口は8,000人に増え、1946年1月3日に糸満地区管内壺屋区役所が設置された。こうして那覇の戦後の回復と発展は壺屋と壺屋焼から始まった。

### 読谷のやちむん村
戦後、壺屋を足掛かりとして周辺地域の都市化が進んだ那覇では、1970年代になると薪窯の使用が規制され、登り窯の運営も困難となってきた。一方、村の面積95%が米軍によって接収されていた読谷村では、段階的な返還が実現しはじめていた。嘉手納弾薬庫地区内の不発弾処理場が返還され、その読谷の丘陵地が壺屋焼の登り窯の新天地候補となった。栃木県益子の県立窯業指導所から帰国した1968年、國吉清尚は読谷に窯を開いた。続いて、1974年、金城次郎は読谷に窯を移した。その後、多くの陶工がやちむんの里に登り窯をかまえ、読谷の「やちむん村」の素地となった。

## 作品の特徴
壺屋焼は大きく分けて、「荒焼」と呼ばれる南蛮焼の系統を汲むものと、「上焼」と呼ばれる大陸渡来系の絵付がされるものがある。
- 荒焼（沖縄方言でアラヤチ）
14世紀～16世紀頃、ベトナム方面から伝わった焼き物[要出典]。釉薬を掛けずに、1000度の温度で焼き締める。鉄分を含んだ陶土の風合いをそのまま生かしたもので、見た目は荒い。当初は水や酒を貯蔵する甕が中心であったが、近年は日用食器も多く焼かれる[注 1]。また魔除けで知られるシーサーも多くはこの荒焼である。
- 上焼（沖縄方言でジョウヤチ）
17世紀以降、朝鮮陶工らによって始められた絵付陶器。陶土に白土をかぶせて化粧し、色付けし釉薬を掛けて焼成したもの。茶碗、皿、鉢、壺などの日用品、また沖縄独特のものとして泡盛酒器の抱瓶（携帯用）やカラカラ（沖縄独特の注ぎ口のついた酒器）などがある。多くは化粧後に彫刻紋様（釘彫り、もしくは線彫り）を施されるが、その他には、釉薬を垂らしながら描くイッチン、釘彫りしたあと面を削った面彫り、そこに白土を被せた象嵌なといくつかの手法がある。描かれる絵柄は動植物、風景、抽象模様など多岐にわたるが、魚紋は特に数多く、壷屋焼の象徴となっている。また数は多くないが、エキゾチックな異国船や異国人を描いたものもあり、異国人を描いたものはエジプト紋と呼ばれている。荒焼に対して装飾性は強いが、これが上流階級だけでなく庶民向けでもあったため、民藝運動家らは驚き絶賛したという。